# HOBiRECORDS
HOBiRECORDS（ほびれこーど）は、ホビボックスのレコードレーベルである。ゲーム関連の音楽を多く取り扱っている。商品の取り扱い店が流通の都合の為か、アニメショップやゲームショップが多い。

## ラジオ番組
- 『ホビらじ』（2005年6月1日 - 2006年9月6日）
- 『HOBi WEB RADIO』（2008年10月 - 2009年6月30日）
パーソナリティ：服部紗織、八木沢愛里
- 『寝起きにポテトチップス』（2011年8月31日 - 2015年3月31日）
パーソナリティ：阿澄佳奈、松来未祐